# Rogers (Minnesota)
Pour les articles homonymes, voir Rogers.
Rogers est une ville située dans le comté de Hennepin, dans l'État du Minnesota aux États-Unis. Lors du recensement de 2010, sa population s'élevait à 8 597 habitants.